# Saint-Jean-d'Arves
Saint-Jean-d'Arves é uma comuna francesa na região administrativa de Auvérnia-Ródano-Alpes, no departamento de Saboia. Estende-se por uma área de 75,6 km². Em 2010 a comuna tinha 279 habitantes (densidade: 3,7 hab./km²).